# Tine Honig
Catharina Margaretha Honig (1894-1957) foi uma pintora holandesa conhecida pelas suas naturezas mortas.

## Biografia
Honig nasceu a 10 de dezembro de 1894 em Koog aan de Zaan e estudou na Rijksakademie van beeldende kunsten (Academia Estatal de Belas Artes) em Amesterdão. Os seus professores incluíram Félicien Bobeldijk e Coba Ritsema. O trabalho de Honig foi incluído na exposição e venda de 1939 Onze Kunst van Heden (A Nossa Arte de Hoje) no Rijksmuseum em Amesterdão.
Honig faleceu no dia 10 de março de 1957, em Haarlem.